# Чургулия, Шалва Дзукуевич
Шалва Дзукуевич Чургулия (1926 год, село Ахалсопели, Зугдидский уезд, ССР Грузия) — бригадир колхоза имени Берия Зугдидского района, Грузинская ССР. Герой Социалистического Труда (1951).

## Биография
Родился в 1926 году в крестьянской семье в селе Ахалсопели Зугдидского уезда. После окончания местной сельской школы трудился на чайной плантации колхоза имени Берия (с 1953 года — колхоз имени Ленина) Зугдидского района. В последующем был назначен звеньевым комсомольско-молодёжного звена, затем — бригадиром. За выдающиеся трудовые достижения в годы Великой Отечественной войны награждён боевой медалью «За оборону Кавказа» и по итогам 1948 и 1949 годов — дважды Орденом Ленина.
В 1950 году бригада под его руководством собрала 7197 килограммов сортового зелёного чайного листа на участке площадью 7 гектаров. Указом Президиума Верховного Совета СССР от 1 сентября 1951 года удостоен звания Героя Социалистического Труда за «получение в 1950 году высоких урожаев сортового зелёного чайного листа и винограда» с вручением ордена Ленина и золотой медали «Серп и Молот» (№ 6189).
Этим же указом званием Героя Социалистического Труда были награждены звеньевой Бабуши Самсонович Купуния, колхозницы Домника Ерастовна Бебурия, София Максимовна Давитаия, Жужуна Джуруевна Купуния, Феня Петровна Купуния, Дуня Петровна Макацария, Лонди Александровна Пажава, Люба Датаевна Сахокия, Валентина Ивановна Срибнова и Шура Теймуразовна Чачуа.
После выхода на пенсию проживал в родном селе Ахалсопели Зугдидского района.
Награды
- Герой Социалистического Труда
- Орден Ленина — трижды (29.08.1948; 19.07.1950; 1951)
- Медаль «За оборону Кавказа» (01.05.1944)